# Thaly Lóránt
Thaly Lóránt, olykor Lóránd, teljes nevén Thaly Lóránt Rafael (Budapest, 1874. október 12. – Budapest, 1940. augusztus 31.) magyar belgyógyász, költő, műfordító.

## Élete
Thaly Guido vasúti főfelügyelő és Tóth Ida gyermekeként született református vallású családban. Tanulmányait a Budapesti Tudományegyetemen végezte, ahol 1900-ban orvosi diplomát szerzett, ezután pedig a budapesti Szent János Kórház alorvosaként működött. Később a Bethesda Kórház belgyógyász főorvosa volt. 1905. július 31-én Budapesten, a II. kerületben házasságot kötött Egyházy Etelkával, Egyházy Ágoston és Vörös Ida gyermekével. Az első világháborút követően a Hangya Szövetkezet megbízásából megszervezte a Szövetkezetek Erzsébet Kórházát, amelynek egyben legelső igazgatója is volt, mindezzel egy időben pedig az Országos Társadalombiztosító Intézet központi rendelőjének is belgyógyász főorvosaként dolgozott, egészen 1940-ben bekövetkező haláláig.
Irodalmi munkásságát tekintve versei mellett műfordításai voltak jelentősek; Verlaine, Heine, Goethe és más szerzők műveit ültette át magyarra.

## Művei
- Az 1898. év első felében felmerült ujabb gyógyszerek. Budapest, 1898. (Különnyomat az Orvosi Hetilapból)
- Eolhárfa (versek, Ravasz László előszavával, Budapest, 1926)
- A halász: költői elbeszélés (Budapest, 1930)

### Fordítás
- Drummond, Henry: A kereszténység programmja (Budapest, 1917)